# Pungtenchhu
Pungtenchhu – gewog w dystrykcie Cirang, w Bhutanie. Według danych z 2017 roku liczył 1331 mieszkańców.